# Proleter Zrenjanin

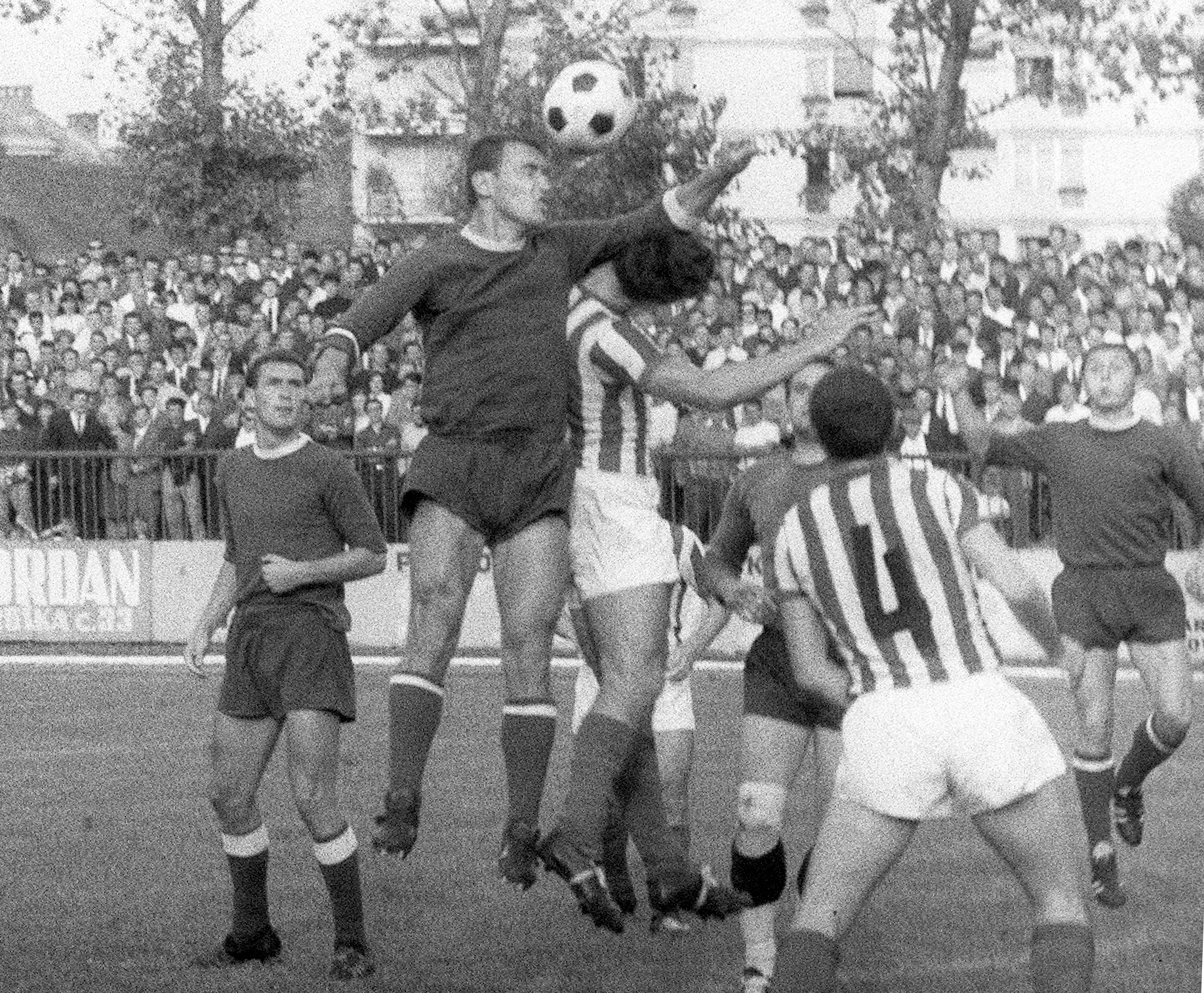
Proleter Zrenjanin in actie tegen Nogomet Maribor in 1967

Proleter Zrenjanin (Servisch: ФК Пролетер Зрењанин) was een Servische voetbalclub uit de stad Zrenjanin.
De club werd in 1947 opgericht en promoveerde in 1953 naar de hoogste klasse van Joegoslavië. In het eerste seizoen werd de club 10e op 14, na 3 seizoenen degradeerde Proleter. Daarna duurde het tot 1967 voordat de club terugpromoveerde. Nadat ze krap 8e werden op 16 clubs degradeerde Proleter opnieuw in 1969. Het scenario herhaalde zich in 1973, eerst werd een middenplaats behaald, het volgende seizoen werden ze weer laatste. Daarna was het wachten tot 1990 voor de club opnieuw promoveerde. Zrenjanin werd 5e en dat was meteen het beste resultaat ooit. Die plaats werd in 1992 herhaald.
Intussen was Joegoslavië verbrokkeld en hoewel verschillende grote clubs nu in een andere competitie speelden kon Proleter toch niet doorbreken en haalde maar middelmatige plaatsen. Na een 6e plaats in 1999 degradeerde de club in 2000 als gevolg van een competitieinkrimping. In de 2e klasse werd Proleter vicekampioen maar kon niet promoveren. Het volgende seizoen werd de club nr. 10 maar moest opnieuw degraderen, na één seizoen werd evenwel de titel gevierd in de 3e klasse. In 2005 degradeerde Proleter opnieuw naar de 3e klasse. Tijdens de winterstop werd de club opgeheven en de gespeelde wedstrijden geannuleerd. De club fuseerde met Budućnost Banatski Dvor en vormde zo de nieuwe club FK Banat Zrenjanin.

## Proleter in Europa
| Seizoen | Competitie    | Ronde | Land              | Club                      | Score |
| ------- | ------------- | ----- | ----------------- | ------------------------- | ----- |
| 1997    | Intertoto Cup | Groep | Vlag van Rusland  | Lokomotiv Nizjni Novgorod | 0-1   |
|         |               | Groep | Vlag van Slovenië | NK Publikum Celje         | 0-0   |
|         |               | Groep | Vlag van Turkije  | Antalyaspor               | 0-1   |
|         |               | Groep | Vlag van Israël   | Maccabi Haifa             | 4-0   |